# Veaceslav Semionov
Veaceslav Semionov (n. 16 martie 1956, Bender - d. 13 octombrie 2020) a fost un antrenor de fotbal și fotbalist din Republica Moldova.

## Cariera
În calitate de jucător, Semionov a evoluat pe postul de mijlocaș pentru clubul Nistru Chișinău în Prima Ligă Sovietică. De asemenea, el a mai jucat pentru echipele Speranța Drochia, Grănicerul Glodeni, Zarea Bălți, Bugeac Comrat și FC Tighina.
În anul 1979, în componența echipei RSS Moldovenești a luat parte la Spartakiada de vară a popoarelor URSS.
După ce și-a încheiat cariera de fotbalist, a devenit antrenor, preluând conducerea clubului FC Cojușna. Din 2001 face parte din stafful tehnic al clubului Dacia Chișinău. Între 2009 și 2010 a fost antrenor principal al echipei. Sub conducerea sa, echipa a ajuns în finala Cupei Moldovei și a evoluat în UEFA Europa League contra echipei FK Zeta din Muntenegru.
După ce muntenegreanul Dejan Vukićević a fost demis în noiembrie 2014, Semionov a devenit antrenor interimar al Daciei, până în ianuarie 2015, când bielorusul Oleg Kubarev a fost numit antrenor principal. La demisia acestuia, pe 9 martie 2015, Semionov a asigurat din nou interimatul echipei până la sfârșitul lunii aprilie, când la cârma acesteia a venit Igor Dobrovolski. După demisia lui Dobrovolski pe 4 august 2015, Semionov, tradițional, a asigurat din nou interimatul.